# Bürgerpreis
Bürgerpreis ist eine Bezeichnung für Auszeichnungen, die Institutionen an besonders verdiente Bürger oder Organisationen und Institutionen vergeben, meist im Kontext ehrenamtlicher Leistungen oder anderer über bürgerliche Pflichten hinausgehenden Taten.
Beispiele: 
- Europäischer Bürgerpreis, vom Europäischen Parlament vergebene Auszeichnung  für Verständnis und Integration
- Deutscher Bürgerpreis, Ehrenamtspreis
- Bürgerpreis der deutschen Zeitungen
- Bürgerpreis zur deutschen Einheit (Einheitspreis), von der Bundeszentrale für politische Bildung vergebener Preis
- Gustav-Heinemann-Bürgerpreis, Auszeichnung für Personen, Gruppen oder Organisationen, die sich um Freiheit und Gerechtigkeit verdient gemacht haben
- Sächsischer Bürgerpreis, Auszeichnung des Landes Sachsen
- Bürgerpreis der Sparkassenstiftung Weimar – Weimarer Land, erstmals im Jahr 1999 verliehen[1]